# Monte Vago - Val di Campo - Val Nera
Monte Vago - Val di Campo - Val Nera este o arie protejată (arie specială de conservare — SAC, sit de importanță comunitară — SCI) din Italia întinsă pe o suprafață de 2.874 ha, integral pe uscat.

## Localizare
Centrul sitului Monte Vago - Val di Campo - Val Nera este situat la coordonatele 46°26′48″N 10°06′01″E / 46.446588°N 10.100299°E.

## Înființare
Situl Monte Vago - Val di Campo - Val Nera a fost declarat sit de importanță comunitară în iunie 1995 pentru a proteja 63 de specii de animale. Situl a fost protejat și ca arie specială de conservare în aprilie 2014.

## Biodiversitate
Situată în ecoregiunea alpină, aria protejată conține 10 habitate naturale: Grohotișuri silicioase de la nivelul montan până la nivelul zăpezii (Androsacetalia alpinae și Galeopsietalia ladani), Formațiuni ierboase bogate în specii de Nardus, dezvoltate pe substraturi silicioase în zone montane (și în zone submontane, în Europa continentală), Tufărișuri subarctice cu Salix spp., Pajiști alpine și boreale, Ghețari permanenți, Păduri alpine de Larix decidua și/sau Pinus cembra, Liziere de ierburi înalte hidrofile de câmpie și de nivel montan până la alpin, Mlaștini turboase de tranziție și turbării mișcătoare, Pajiști boreale și alpine pe substrat silicios, Pante stâncoase silicioase cu vegetație casmofită.
La baza desemnării sitului se află mai multe specii protejate:
- păsări (62): inărița (Acanthis flammea), uliu porumbar (Accipiter gentilis), uliu păsărar (Accipiter nisus), minunița (Aegolius funereus), ciocârlie-de-câmp (Alauda arvensis), potârnichea de stâncă (Alectoris graeca saxatilis), fâsă de pădure (Anthus spinoletta), fâsă de pădure (Anthus trivialis), lăstunul mare (Apus apus), acvilă de munte (Aquila chrysaetos), buha (Bubo bubo), șorecarul comun (Buteo buteo), cojoaica de pădure (Certhia familiaris), mierla de apă (Cinclus cinclus), șerpar (Circaetus gallicus), corb (Corvus corax), cioară neagră (Corvus corone), cuc (Cuculus canorus), lăstun de casă (Delichon urbicum), ciocănitoare pestriță mare (Dendrocopos major), ciocănitoare neagră (Dryocopus martius), presură de munte (Emberiza cia), măcăleandru (Erithacus rubecula), șoim călător (Falco peregrinus), vânturel roșu (Falco tinnunculus), cinteză (Fringilla coelebs), ciuvică (Glaucidium passerinum), zăgan (Gypaetus barbatus), rândunică (Hirundo rustica), Lagopus muta helvetica, câneparul (Linaria cannabina), pițigoi moțat (Lophophanes cristatus), forfecuță gălbuie (Loxia curvirostra), Lyrurus tetrix tetrix, mierlă de piatră (Monticola saxatilis), cinghiță alpină (Montifringilla nivalis), codobatură galbenă (Motacilla alba), codobatură de munte (Motacilla cinerea), alunar (Nucifraga caryocatactes), pietrar sur (Oenanthe oenanthe), pițigoi de brădet (Periparus ater), cormoran mare (Phalacrocorax carbo), codroș de munte (Phoenicurus ochruros), pitulice de munte (Phylloscopus bonelli), ciocănitoarea verde (Picus viridis), pițigoi de munte (Poecile montanus), Prunella collaris, brumăriță de pădure (Prunella modularis), Ptyonoprogne rupestris, stăncuță alpină (Pyrrhocorax graculus), aușel cu cap galben (Regulus regulus), mărăcinar (Saxicola rubetra), sitar de pădure (Scolopax rusticola), silvie-mică (Sylvia curruca), Tachymarptis melba, fluturașul de stâncă (Tichodroma muraria), pănțărușul (Troglodytes troglodytes), mierlă (Turdus merula), sturz-cântător (Turdus philomelos), sturz (Turdus pilaris), mierlă gulerată (Turdus torquatus), sturzul de vâsc (Turdus viscivorus)
- nevertebrate (1): Euplagia quadripunctaria

Pe lângă speciile protejate, pe teritoriul sitului au mai fost identificate 35 de specii de plante, 1 specie de amfibieni, 8 specii de mamifere, 17 specii de nevertebrate, 3 specii de reptile.